# Tatra K2S
Tatra K2S – typ dwuczłonowego przegubowego tramwaju eksploatowanego przez firmę Dopravný podnik Bratislava (DPB). Typ powstał w wyniku modernizacji starszych tramwajów czechosłowackiej produkcji typu Tatra K2, niektóre z wozów tego typu powstały jako fabrycznie nowe bazujące na konstrukcji K2. Modernizacje na typ K2S przebiegały stopniowo w latach 1998-2009, od 2009 r. DPB ma do dyspozycji 35 tramwajów tego typu.

## Historia
Po udanych modernizacjach brneńskich wozów K2 na typ K2R w drugiej połowie lat 90. XX wieku ku tej formie modernizacji taboru tramwajowego skłonił się także Dopravný podnik Bratislava. Ze względu na brak wystarczających środków finansowych na zakup całkowicie nowych wozów przystąpiono do remontów starszych wozów K2, które były już mocno wyeksploatowane, a których żywotność dzięki modernizacji została zwiększona o 10-15 lat.
Dziewięć tramwajów K2S zostało wyprodukowanych jako fabrycznie nowe w latach 2007-2009, ponieważ poszycie wewnętrzne niektórych K2 było mocno skorodowane. Ze starszych tramwajów wykorzystano jedynie podwozia.

## Modernizacja
Pudło tramwaju zostało kompletnie odremontowane, rama nośna została zabezpieczona przed korozją, zamontowano nowe czoła według projektu architekta Patrika Kotasa. W części pasażerskiej wymieniono okna, nowe są także drzwi wyposażone w przyciski indywidualnego otwierania drzwi przez pasażera – w wozach 7101–7106 drzwi są dwuskrzydłowe odskokowo-uchylne, pozostałe tramwaje mają drzwi czteroskrzydłowe harmonijkowe. Oryginalne siedzenia plastikowe zastąpiono tapicerowanymi, położono wykładzinę antypoślizgową na podłodze, odnowiono ścianki wewnątrz wozu, wymieniono poręcze i lampy oświetleniowe, grzejniki umiejscowiono pod ściankami. Nowością jest elektroniczny akustyczno-optyczny system informacji pasażerskiej. Kabina motorniczego jest klimatyzowana, pulpit został wymieniony na nowy, pedały sterownicze tramwaju zostały zastąpione ręcznym zadajnikiem jazdy.
Tramwaje mają odnowione podwozie, przetwornicę wirową zastąpiono statyczną, odbierak nożycowy wymieniono na połówkowy. Istotną zmianą jest zastąpienie oryginalnego marnotrawnego elektrycznego wyposażenia UA12 nowym tranzystorowym IGBT z rekuperacją energii. Do pierwszych wozów nr 7101–7106 instalowano wyposażenie typu ČKD TV14, po bankructwie producenta począwszy od wozu nr 7107 rozpoczęto montaż wyposażenia typu TV Progress od firmy Alstom (dziś Cegelec).
Wozy nr 7126–7134 posiadają nowe pudła, natomiast podwozie pochodzi ze starszych tramwajów K2 i zostało wyremontowane.
Tramwaj nr 7121 był w czasie modernizacji przerobiony na szkoleniowy wóz, który jednak może uczestniczyć w ruchu liniowym z pasażerami. Jedyną różnicą względem pozostałych wozów K2S było powiększenie kabiny motorniczego, za siedzeniem motorniczego zainstalowano bokiem do kierunku jazdy fotel instruktora. Pojemność wozu zmniejszyła się o jedno miejsce siedzące na skutek tej przeróbki.

## Eksploatacja tramwajów Tatra K2S
| Miasto     | Artykuł | Typ | Lata produkcji | Lata modernizacji | Liczba | Numery po remoncie | Uwagi                           | Źródło |
| ---------- | ------- | --- | -------------- | ----------------- | ------ | ------------------ | ------------------------------- | ------ |
| Bratysława | artykuł | K2S | 1971–1983      | 1998–2009         | 26     | 7101–7125, 7135    | modernizacje starszych wozów K2 | [ 3 ]  |
| Bratysława | artykuł | K2S | 2007–2009      | –                 | 9      | 7126–7134          |                                 | [ 3 ]  |

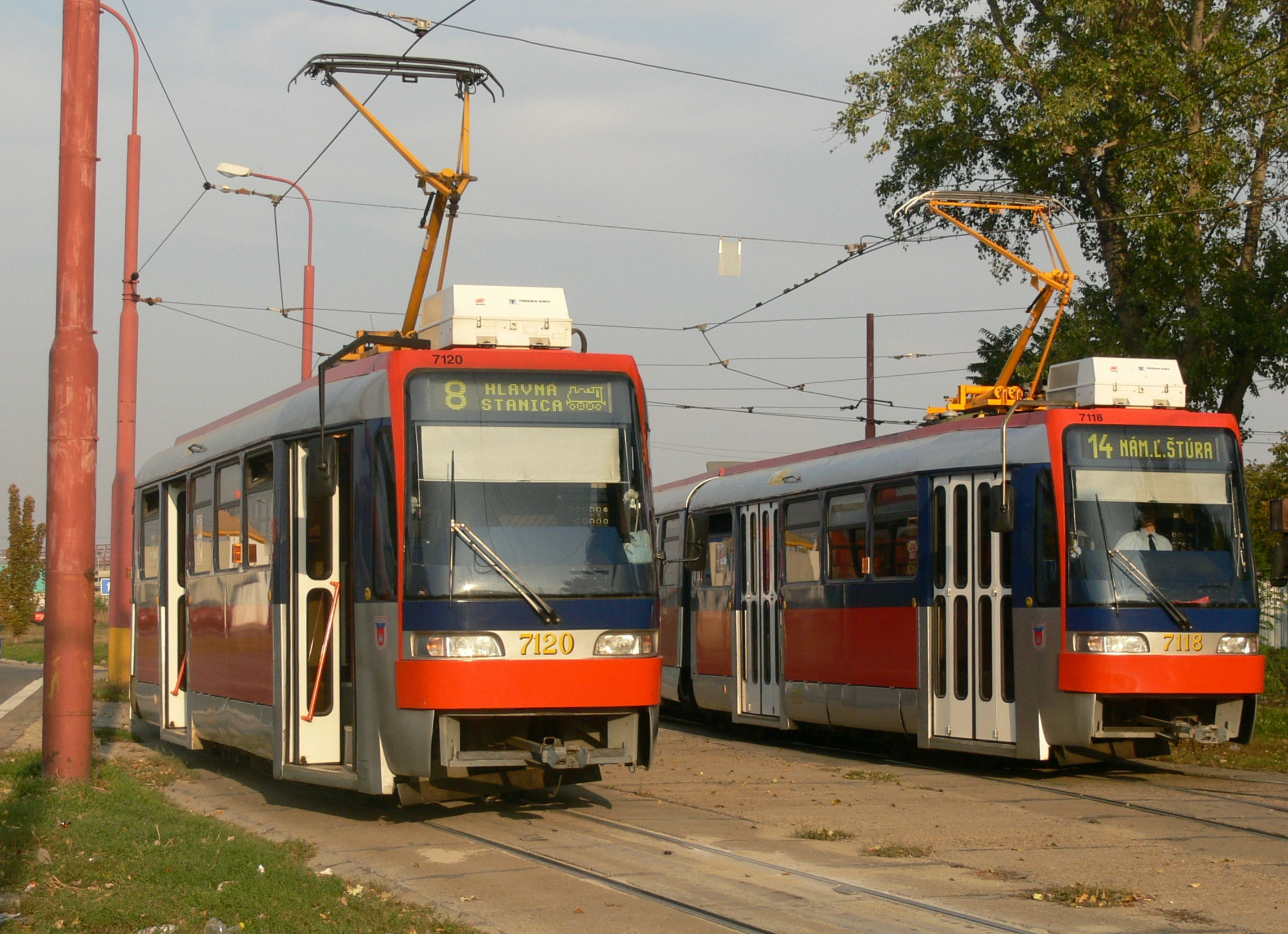
Spotkanie tramwajów K2S na pętli Ružinov, Astronomická

Pierwszy tramwaj K2 został przebudowany na typ K2S w roku 1998, wóz nr 7101 po modernizacji dostarczono do Bratysławy 30 czerwca 1998 r. Jazdy próbne rozpoczęto jesienią 1998 r. Jeszcze w tym samym roku zmodernizowano kolejne dwa tramwaje, w roku 1999 dwa następne. Ostatni tramwaj z wyposażeniem TV14 (nr 7106) zmodernizowano w roku 2000. Przebudowy na typ K2S przebiegały w liczbie 2–4 wozów na rok do 2006 r. (ostatni tramwaj nr 7125). Wóz nr 7121 (zmodernizowany w roku 2005) był przy modernizacji przebudowany na szkoleniowy.
W roku 2007 został wyprodukowany pierwszy tramwaj K2S z nowym pudłem (nr 7126), następne wozy powstawały w latach 2008-2009 (do nr 7134). Ostatnim wozem K2S jest tramwaj nr 7135 (remont w 2009 r.), przy którego modernizacji użyto oryginalnego pudła.
Modernizacje starszych wozów K2 na typ K2S jak i również budowa nowych K2S przebiegały w firmie Pars nova z siedzibą w Šumperku.